# Сан Хосе де ла Хоја, Сан Хосе де Бокиљас (Салтиљо)
Сан Хосе де ла Хоја, Сан Хосе де Бокиљас (шп. San José de la Joya, San José de Boquillas) насеље је у Мексику у савезној држави Коавила у општини Салтиљо. Насеље се налази на надморској висини од 1890 м.

## Становништво
Према подацима из 2005. године у насељу су живела 3 становника.

### Хронологија
| Година       | 2000 | 2005 |
| ------------ | ---- | ---- |
| Становништво | 5    | 3    |

### Попис
| # | Индикатор                        | Вредност |
| - | -------------------------------- | -------- |
| 1 | Укупно појединачних домаћинстава | 1        |